# عملية نابلس 2012
عملية نابلس 2012: هي عملية عسكرية نفذتها القوات الإسرائيلية في مدينة نابلس فجر يوم السبت الموافق 28 يوليو 2012 قامت القوات الإسرائيلية بالتوغل في المنطقة الشرقية في نابلس تحديدا في خلة العامود وقامت بأعتقال 5 شبان فلسطينيين وبعدما انتهت قامت قوة إسرائيلية خاصة بأطلاق «قذيفتين هاون» على منزل المواطن «عمر الخاروف» الذي تعرض منزله إلى أذى كبير وأصبح آيلا لسقوط وإنهارت جدرانه بسبب القذائف وأصيب 19 مواطن فلسطيني إثر مواجهات وقعت مع القوات الإسرائيلية حيث قام الشبان برشق الحجارة والزجاجات الفارغة وردت القوات الإسرائيلية بأطلاق قنابل غاز مسيلة لدموع والرصاص الحي.

## ردود الفعل
- قال محافظ مدينة نابلس «جبرين البكري» أن المحافظة تدين هذه العملية وقامت المحافظة باستئجار منزل جديد وتأثيثه لسكان المنزل الذي تعرض للقصف.
- السلطة الفلسطينية: استنكرت هاذه العملية وقالت على إسرائيل أن تلتزم بالسلام.
- حركة حماس: استنكرت حماس هاذ الاعتداء وقالت أن إسرائيل لاتفهم إلا لغة العنف ويجب إطلاق يد المقاومة المسلحة في الضفة الغربية لترد على جرائم الإسرائيليين.